# Luisa Peirano
Luisa Peirano Basso (Montevideo, 10 de mayo de 1956) es una escritora y comunicadora uruguaya. 

## Biografía
Es hija de Alba Basso Stajano (1921-2009) y su padre fue el abogado, empresario, catedrático y político Jorge Peirano Facio (1920-2003); nacida en una familia católica, sus hermanos son Juan, Jorge, María, Dante, José y Blanca Peirano Basso.
Estudió letras en la Universidad Católica Argentina (UCA) de Buenos Aires, galardonada con la Beca Hubert Humphrey de la Universidad de Maryland en Estados Unidos y es doctora en Comunicación Pública por la Universidad de Navarra. Trabaja en la Universidad de Montevideo, dirige la Dirección de Relaciones Internacionales.
Es editora y escribió varios libros como: El valor del ejemplo en 1994, realizó la dirección y edición literaria del libro Alberto Methol Ferré de Javier Restán Martínez en 2010, también la publicación Marcha de Montevideo, y la formación de la conciencia latinoamericana a través de sus cuadernos en 2001 y Abuélix en 2023. Publicó el artículo La primera época de los Cuadernos de Marcha en Marcha y América Latina.
El libro Abuélix La vida de Alba Basso de Peirano, biografía de su madre, fue presentado en el Hotel Cottage y en la 48° Feria Internacional del Libro de Buenos Aires el 2 de mayo de 2024.

## Libros
- 1994, El valor del ejemplo
- 2001, Marcha de Montevideo. ISBN 9789501522464
- 2008, Tristán Narvaja de Jorge Peirano Facio (prólogo) ISBN 978-987-98950-7-8
- 2010, Alberto Methol Ferré. (dirección y edición literaria) ISBN 978-987-02-4645-9
- 2013, Índice Complexivo de los Cuadernos de Marcha ISBN 978-9974-553-89-7
- 2017, Clandy (traducción y prólogo) ISBN 978-987-02-9778-9
- 2020, El hornero y otras historias (traducción y prólogo) ISBN 978-987-85-0749-1
- 2023, Abuélix. ISBN 9789915683041